# Bán đảo Cape York

Bản đồ bán đảo Cape York

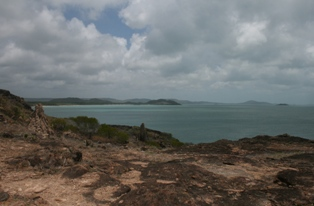
Bán đảo Cape York, Queensland

Bán đảo Cape York là một là một bán đảo nằm xa nhất về phía Bắc của tiểu bang Queensland, Úc. Bán đảo là vùng hoang dã lớn nhất còn nguyên vẹn ở miền bắc Australia và là một trong những khu vực hoang dã còn lại cuối cùng trên Trái Đất. Đất đai thuộc bán đảo tương đối bằng phẳng, khoảng một nửa vùng đất này được dùng để chăng thả gia súc. Động vật hoang dã ở khu vực đang bị đe dọa bởi các loài động vật ngoại lai và cỏ dại. Trong đó riêng loài bạch đàn thảo nguyên ít bị xáo trộn.